# سوءمصرف مواد

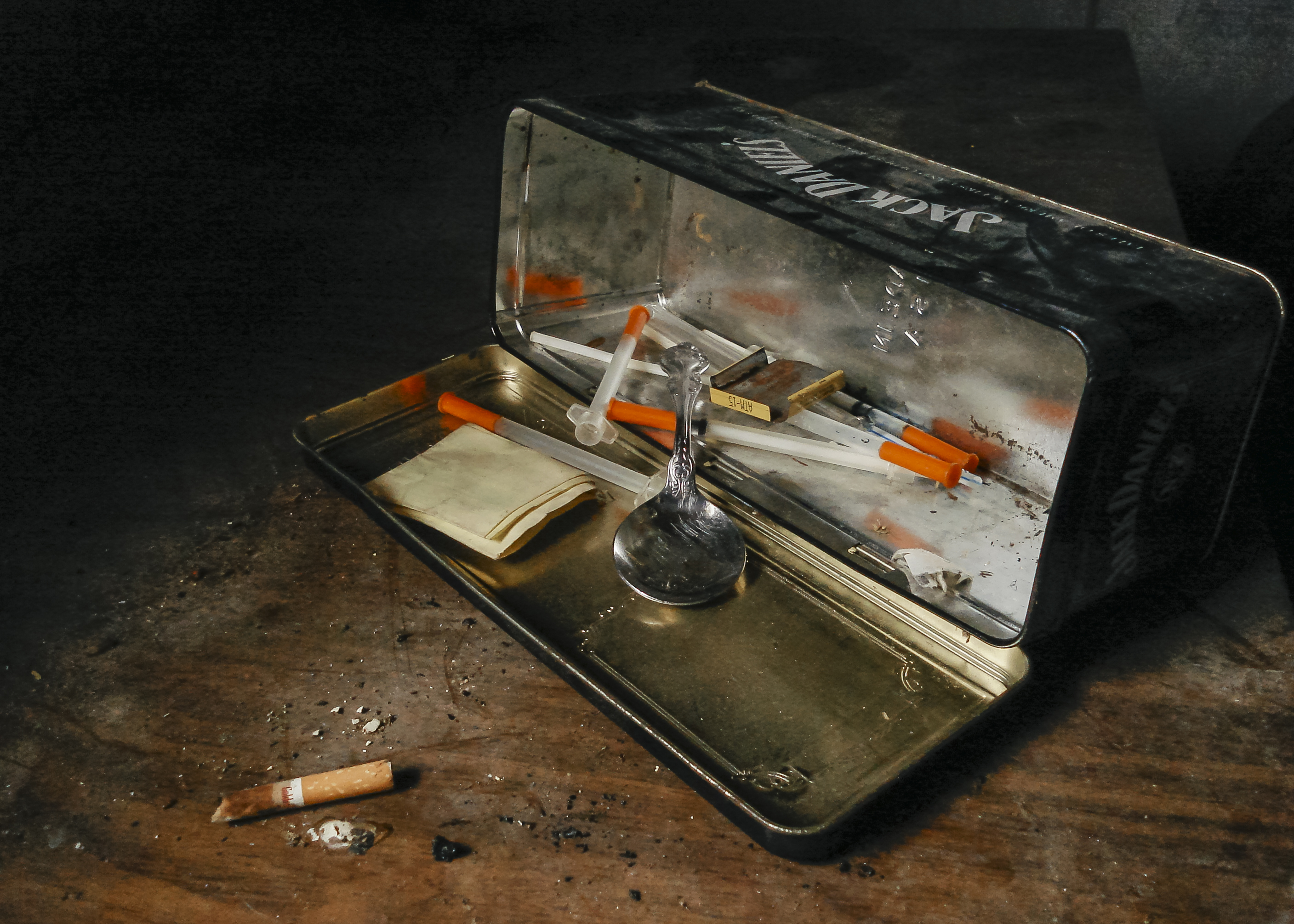
جعبه‌ای با سرنگ‌های خالی که مصرف بیش از اندازه مواد مخدر را نشان می‌دهد.

سوءمصرف مواد (به انگلیسی: Substance abuse) به استفاده افراطی و اعتیادگونه از داروها ، سایکواکتیوها و مواد مخدر به صورتی که در آن مصرف‌کننده ماده را به مقدار یا روشی که برای خودش یا دیگران مضر است مصرف می‌کند، گفته می‌شود. تعاریف متفاوتی برای سوء مصرف مواد مخدر در بهداشت عمومی، پزشکی و زمینه‌های عدالت و کیفری استفاده می‌شود. در برخی مواقع وقتی که فرد تحت تأثیر مواد مخدر است جرائم یا رفتارهای ضد اجتماعی از او سر می‌زند و امکان دارد که برای او تغییرات شخصیتی بلند مدت هم رخ دهد.
علاوه بر امکان آسیب‌های فیزیکی، اجتماعی و روانی، استفاده از بعضی مواد ممکن است به مجازات‌های کیفری منجر شود، اگرچه این بحث بستگی به قوانین قضایی آن محل دارد.
مواد مخدر بیشتر با این واژه‌ها شناخته می‌شوند: الکل، باربیتورات ها، بنزودیازپین ها، حشیش، کوکائین، متاکوالون، تریاک و آمفتامین‌های جایگزین. علت دقیق سوء مصرف مواد مشخص نیست که می‌تواند یکی از این دو تئوری باشد: یا یک حالت ژنتیکی است که از دیگران یادگرفته می‌شود یا یک عادت است که اگر اعتیاد فراتر برود خود را به شکل یک بیماری مزمن ناتوان‌کننده آشکار می‌سازد.
در سال ۲۰۱۳ اختلالات مصرف مواد باعث مرگ ۱۲۷٬۰۰۰ نفر شد با مقایسه با سال ۱۹۹۰ که این آمار ۵۱٬۰۰۰ نفر بود. اختلال مصرف کوکائین باعث مرگ ۴۳۰۰ نفر و اختلال مصرف آمفتامین باعث مرگ ۳۸۰۰ نفر و همین‌طور اختلال مصرف الکل باعث مرگ ۱۳۹٬۰۰۰ نفر دیگر شد.

## دسته‌بندی ترکیبات
- اپیوئیدی: باعث ایجاد تسکین و رخوت در فرد می‌شوند و قدیمی ترین آن‌ها تریاک است. هروئین و دیگر مواد اپیوییدی از تریاک مشتق شده‌اند.
- محرک ها: موجب تحریک سیستم‌عصبی انسان می شوند. مانند؛ کوکائین، آمفتامین، اکستازی و مشتقات آن ها.
- توهم‌زا ها: مواد روان‌گردان که خاصیت توهم زایی دارند. حشیش، ماری جوانا، ال‌اس‌دی، فن‌سیکلیدین و کتامین از مواد توهم زا هستند.
- مواد الکلی: نوشیدنی های تخمیری حاوی الکل که منجر به سرخوشی و مستی می شوند. انواع شراب، نوشیدنی های تقطیری و آبجو ها از این دسته هستند.

## دسته‌بندی ترکیبات مخدر

### خانواده مشتق از تنباکو
- سیگار
- قلیان
- ناس

### خانواده مشتق از شاهدانه
- حشیش (چرس یا بنگ)
- ماری‌جوآنا (گراس، علف، گل)
- روغن حشیش

### خانواده مشتق از کوکائین
- کوکائین

### خانواده مشتق از تریاک (مرفین)
- تریاک
- شیره
- مرفین
- هروئین
- کدئین

### خانواده مشتق از مواد صنعتی
- شیشه یا آیس (مت آمفتامین)
- کراک
  - کراک هروئین: مادهٔ مخدر مورد استفاده در ایران و افغانستان از خانوادهٔ مرفین
  - کراک کوکائین: مادهٔ محرک رایج در خارج از ایران و افغانستان از خانوادهٔ کوکائین
- دزومورفین
- متادون

## طبقه‌بندی مواد مورد سوء مصرف
- مواد مخدر
- ترکیبات محرک
- سرکوب کننده‌ها (مسکن‌ها – خواب‌آورها)
- آرام‌بخش‌ها
- توهم‌زا ها
- مشتقات گیاه شاهدانه
- الکل، توتون و قهوه

## ترکیبات دارای اعتیاد جسمی
- تریاک
- شیره تریاک
- مرفین
- هروئین
- کراک هروئین
- دزومرفین
- متادون
- کوکایین و کراک کوکائین
- برخی داروهای تجویزی اعتیادآور (کدئین، ترامادول، دیفنوکسیلات، پتیدین، بوپرنورفین و...)
- الکل و انواع مشروبات الکلی
- تنباکو و دخانیات (سیگار و قلیان)
- کافئین (قهوه، چای، کاکائو و...)